# Новокудашево
Новокуда́шево (рос. Новокудашево, башк. Яңы Ҡоҙаш) — присілок у складі Янаульського району Башкортостану, Росія. Входить до складу Старокудашевської сільської ради.
Населення — 4 особи (2010; 8 у 2002).
Національний склад:
- татари — 75 %